# Катания (провинция)
Катания (итал. Provincia di Catania, сиц. Pruvincia di Catania) — упразднённая провинция в Италии, в области Сицилия. В 2015 году вместо неё образован метрополитенский город Катания.

## География
Провинция Катания находится на восточном побережье острова Сицилия, включая побережье Ионического моря, равнины, а также вулкан Этна.
Столицей провинции является одноимённый город.

## Административное деление

### Города
- Ачи-Бонаккорси

## Экономика
Рыболовство, сельское хозяйство, информационные технологии, туризм.

## Транспорт
Катания связана с другими сицилийскими провинциями автобусным, железнодорожным, морским и воздушным сообщением.
Южнее города Катания находится международный аэропорт «Фонтанаросса», он носит имя прославленного уроженца Катании — композитора Винченцо Беллини. В городе Катания есть метро.
Вокруг вулкана Этна проходит местная железная дорога «Чиркумэтнеа» (Circumetnea)